# مالونونیتریل
مالونونیتریل (به انگلیسی: Malononitrile) با فرمول شیمیایی C۳H۲N۲ یک ترکیب شیمیایی است. که جرم مولی آن ۶۶٫۰۶ g/mol می‌باشد. شکل ظاهری این ترکیب، بلورین است.